# ジョナサン・ウッドゲート
ジョナサン・ウッドゲート（Jonathan Woodgate, 1980年1月22日 - ）は、イングランド・ノース・ヨークシャー州ミドルズブラ出身の元サッカー選手、現サッカー指導者。元イングランド代表。ポジションはディフェンダー。

## 経歴

### リーズ
13歳の時にリーズ・ユナイテッドに入団。1997年のFAユースカップでのリーズの優勝に貢献し、翌年の1998–99シーズンからトップチームの試合に出場し、2000-01シーズンのUEFAチャンピオンズリーグ準決勝進出などにも貢献、ポール・ロビンソン、リオ・ファーディナンド、アラン・スミスらと共にデヴィッド・オレアリー監督の下で「ヤング･リーズ」と呼ばれた強豪チームのDFの要として活躍した。
しかし、2000年に同僚のリー・ボウヤーと共にパキスタン人留学生を暴行したとして起訴される。裁判の結果、100時間の公共奉仕活動を命じられた上に、サッカー協会から代表招集の禁止（2002 FIFAワールドカップの予選で復帰）を受けてしまった。

### ニューカッスル
リーズの財政難の影響を受け、2003年1月31日に1,375万ユーロ（約16億7800万円）の移籍金でニューカッスル・ユナイテッドFCに加入。すぐに、ファンの人気を掴むが、怪我が重なったこともあり、パフォーマンスは良好とは言い難かった。しかし、2003–04UEFAカップ準決勝のオリンピック・マルセイユ戦ではディディエ・ドログバを完全に封じ込めるなど活躍している。

### レアル・マドリード
才能を高く評価され、2004年8月21日に移籍金2000万ユーロ（約26億6000万円）でスペインのレアル・マドリードに加入した。前所属の2チームで怪我に苦しみ、実際に移籍時にも負傷していたウッドゲートをレアル・マドリードが獲得したことは多くのサッカーファンを驚かせた。リーガ・エスパニョーラ初挑戦で意気込んでいたが、開幕直前に古傷を負傷しシーズン中盤に復帰するも再び同じ箇所を負傷してしまい、その後完治することなく04-05シーズンは出場なしに終わった。チームはウッドゲートをDFラインに配置し、イバン・エルゲラを本職である中盤に戻すという構想が破綻してしまい、中盤に守備の選手が不在となり、シーズン序盤に大きく失速。冬にトーマス・グラベセンを獲得し、立て直しを図るも序盤の不調が響きチームは無冠に終わってしまう。リーガでのデビューは約1年後のアスレティック・ビルバオ戦となった。その試合ではオウンゴールを献上した上に累積警告で退場してしまったが、観客からは拍手と励ましを受けた。
レアル・マドリードにおいての初ゴールは、UEFAチャンピオンズリーグデビュー戦だった2005年10月19日のローゼンボリBK戦であった。
デビュー戦以後しばらくは本来のプレーを披露したが、その後怪我が再発し2005-06シーズンの出場はリーガでの9試合とUEFAチャンピオンズリーグでの3試合に止まった。高額な移籍金で加入したのにも関わらず、このように少ない出場数で終わってしまったためか、2007年夏にネット上のファン投票で「21世紀最悪の契約」に選ばれてしまった。

### ミドルズブラ
DFの再構築を目指すレアル・マドリードで構想外となったことで、2006年8月31日に地元のミドルズブラFCが今季終了後の買取りのオプション付きでレンタルで獲得。2年ぶりにイングランドに復帰した。デビュー戦は9月9日のアーセナル戦で、地方ラジオ放送局であるセンチュリーFMからマンオブザマッチに選出される活躍だった。ミドルズブラでは副主将としてチームを支え、本来の輝きを取り戻していった。2007年4月26日に移籍金700万ユーロで完全移籍。

### トッテナム
ミドルズブラでの活躍でいくつかのクラブが獲得に関心を示す中、2008年1月28日に推定1050万ユーロ（約16億8000万円）の移籍金でトッテナム・ホットスパーFCに加入し、1月30日のエヴァートンFC戦で初出場を果たした。
トッテナムでの初得点は2月24日、チェルシーFCとのフットボールリーグカップ決勝戦でのことである。この試合は前半39分にドログバのゴールで先制されるが、後半25分にウェイン・ブリッジのエリア内でのハンドで得たPKをディミタール・ベルバトフが決め同点とすると、延長前半4分にジャーメイン・ジェナスのクロスをウッドゲートがねじ込み逆転に成功、結局この得点が決勝点となりトッテナムが1999年以来9季ぶり4回目の優勝を飾った。また、この活躍からマンオブザマッチにも選ばれた。
2008-09シーズンはレギュラーとしてリーグ戦34試合に出場し、スパーズの最終ラインを死守したが、2009-10シーズンは怪我に悩まされ3試合の出場に止まってしまった。2010-11シーズンは完全に構想外となり、チャンピオンズリーグ1試合の出場に留まった。

### ストーク
スパーズとの契約が2011年夏を以って満了なることを受けて、現地時間の7月11日にストーク・シティへの移籍が発表された。契約内容は1年契約で契約金は出場試合数に応じて支払われる歩合制で、活躍次第では1年間の契約延長のオプションも付いている。スパーズとの契約延長については打診があったようだが、トニー・ピューリス監督のラブコールと自身の新たなチャレンジとして移籍を決意したようだ。
ストーク・シティでのリーグデビューは2011-12シーズン開幕のチェルシー戦。イングランドA代表招集経験もあるライアン・ショウクロスとセンターバックを組み、見事にチェルシーの猛攻を無失点で切り抜けた。その後は、右サイドバックで出場するゲームもあったが、全盛期の出来には程遠く、17試合の出場にとどまった。

### ミドルズブラ復帰
2012年7月6日、古巣ミドルズブラへ3年半ぶりに復帰した。2016年5月にミドルスブラとの契約が終了と共に引退した。

### 現役引退後
引退後の2016年夏にスペインでプレーした経験を買われ、リヴァプールFCのスペイン・ポルトガル担当スカウトに就任。
2017年からは現役最後を過ごした故郷のミドルズブラのアシスタントコーチ兼アカデミーのコーチに就任。
2019年6月、ミドルズブラの監督に就任した。2020年6月23日、成績不振により解任された。
2021年2月3日、ジェイソン・ティンダルが監督を解任されたことにより、AFCボーンマスの暫定監督に就任。2月21日、正式に監督に就任した。

## 代表経歴
U-18、U-21イングランド代表を経験。A代表でのデビュー戦はリーズ在籍時代にケビン・キーガン監督によって招集された1999年のブルガリア戦である。しかし、前述の暴行事件や怪我の影響でイングランド代表でのプレーは少なく、6試合目の出場は2007年2月7日のスペインとの親善試合で5試合目の出場からは約3年ぶりのことだった。